# Ryan Riess
Ryan Riess (East Lansing, 1990) è un giocatore di poker statunitense, vincitore del Main Event delle WSOP 2013.

## Carriera
Laureato alla Michigan State University, prima del successo del 2013 poteva vantare 3 piazzamenti a premi WSOP e uno al World Poker Tour, oltre ad alcuni risultati nel Circuito delle World Series of Poker.
Nel Main Event 2013 ha sconfitto nell'heads-up finale il connazionale Jay Farber; la mano decisiva è stata A♥ K♥ contro Q♠ 5♠ del rivale. Oltre all'importante braccialetto, si è aggiudicato la cifra di $8.361.570. Succede nell'albo d'oro a Gregory Merson.